# Gregor Meidlinger
Gregor Meidlinger (* 3. Januar 1874 in Frauenkirchen; † 12. November 1948 in Wien) war ein österreichischer Politiker (CSP).
Gregor Meidlinger, aus Frauenkirchen stammend, war 1907 Gründungsmitglied vom Verein zur
Erhaltung des Deutschtums in Ungarn. Aus diesem Verein bildete sich im März 1919 das Aktionskomitee für die Befreiung Westungarns, wo mit dem Obmann Alfred Walheim Gregor Meidlinger Schriftführer war. Gregor Meidlinger war zwischen 1921 und 1922 für die Christlichsoziale Partei Mitglied in der Verwaltungsstelle für das Burgenland zum Zwecke der Landnahme des Burgenlandes und war wesentlich an der Namensgebung für das Burgenland beteiligt.
Er wurde am Wiener Zentralfriedhof bestattet.